# Premier League Malti 1967-1968
Il campionato era formato da otto squadre e il Floriana vinse il titolo, diventando la prima squadra maltese a raggiungere il traguardo dei 20 successi in campionato.

## Classifica finale
| Pos. | Squadra              | G  | V  | N | P  | GF | GS | Punti |
| ---- | -------------------- | -- | -- | - | -- | -- | -- | ----- |
| 1    | Floriana             | 14 | 11 | 3 | 0  | 25 | 3  | 25    |
| 2    | Sliema Wanderers     | 14 | 9  | 2 | 3  | 36 | 11 | 20    |
| 3    | Hibernians F.C.      | 14 | 8  | 2 | 4  | 17 | 8  | 18    |
| 4    | Valletta F.C.        | 14 | 6  | 1 | 7  | 14 | 16 | 13    |
| 5    | Ħamrun Spartans F.C. | 14 | 4  | 4 | 7  | 15 | 24 | 12    |
| 6    | St. George's         | 14 | 3  | 4 | 7  | 13 | 25 | 10    |
| 7    | Msida Saint-Joseph   | 14 | 4  | 0 | 10 | 11 | 23 | 8     |
| 8    | Qormi                | 14 | 2  | 2 | 10 | 10 | 31 | 6     |